# Scolecocampa tripuncta
Scolecocampa tripuncta är en fjärilsart som beskrevs av William Schaus 1901. Scolecocampa tripuncta ingår i släktet Scolecocampa och familjen nattflyn. Inga underarter finns listade.